# Paracristobalia polita
Paracristobalia polita är en tvåvingeart som beskrevs av Hardy 1987. Paracristobalia polita ingår i släktet Paracristobalia och familjen borrflugor. Inga underarter finns listade i Catalogue of Life.